# Lotta på Bråkmakargatan (bok)
Lotta på Bråkmakargatan är en barnbok av Astrid Lindgren, och utkom 1961. Det är den andra boken i serien om barnen på Bråkmakargatan.

## Handling

### Alla är så elaka mot Lotta och hon flyttar hemifrån

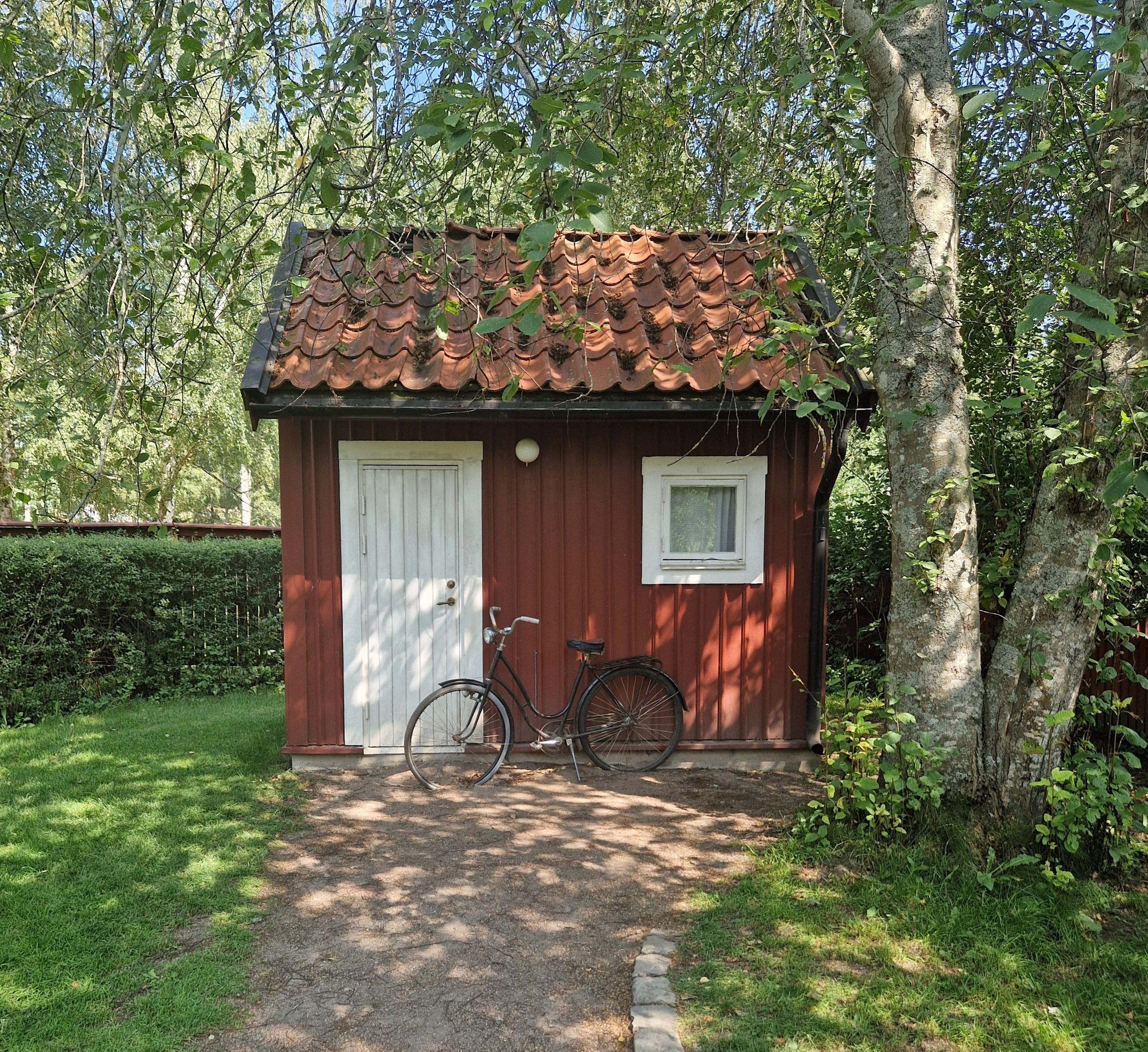
Tant Bergs bod, där Lotta flyttar in. På Astrid Lindgrens värld i Vimmerby.

5-åriga Lotta vaknar arg, då hon drömt att syskonen Jonas och Mia-Maria slagit hennes gosedjur, Bamse. Lotta tror det är sant. Hennes mamma vill att Lotta provar den stickade tröjan, som mormor stickat. Lotta menar dock att den killar och sticks. Lotta klipper sönder tröjan, och skyller på att en hund bet sönder den.
Lotta skall följa med sin mamma till affären, men sitter och tjurar. Mamman går iväg, och Lotta tänker på Tant Larssons hembiträde, Maja, som flyttat för hon inte trivs hos familjen Larssons. Lotta menar att hon inte trivs hos familjen Nymans (sin egen familj). Lotta lämnar ett meddelande om att hon flyttat.
Lotta tänker att hon kan flytta in till Tant Berg, som ger henne en ny jumper. Tant Berg har en skräpvind.

### Lotta får besök
Lotta befinner sig hos Tant Berg, då Jonas och Mia-Maria dyker upp och försöker övertala henne, men lyckas inte.
På kvällen börjar Lotta tänka på sin familj, och längtar hem igen. Hon kan inte somna på Tant Bergs vind. Plötsligt dyker hennes pappa upp och hämtar Lotta. Lotta erkänner allt, hur hon klippte sönder tröjan. Lotta flyttar hem till sin familj igen.